# Circuit Court (Irland)
Der sog. Circuit Court (irisch An Chúirt Chuarda) ist in der Gerichtsorganisation in Irland Eingangsgericht für Sachen von mittlerer Bedeutung. Präsidentin des Circuit Court ist seit 2019 Patricia Ryan.
Eingerichtet wurde der Circuit Court durch den Courts of Justice Act von 1924. Die Vorgängergerichte waren der County Court (zivilrechtlich) und die kommunalen Recorder Courts (zivil- und strafrechtlich). 

## Aufgaben
Die Aufgaben des Circuit Courts sind im Bereich des Zivilrechts vertragliche und deliktische Forderungen, familiengerichtliche Angelegenheiten wie Scheidung oder sorgerechtliche Entscheidungen sowie Eigentums- und Erbrechtsentscheidungen. Die Zuständigkeit ist allerdings begrenzt auf Ansprüche bis zu einer Höhe von 75.000 Euro und bei Personenschäden bis zu 60.000 Euro. Im Bereich des Strafrechts alle Straftaten mit Ausnahme von Mord, Mordversuch oder Verschwörung zum Mord, Hochverrat, Landesverrat oder Verschwörung zum Landesverrat oder Piraterie, einschließlich Beihilfe vor oder nach der jeweiligen Tat. Diese Delikte sind dem Central Criminal Court vorbehalten. Terrorismusdelikte und Organisierte Kriminalität werden vor dem Special Criminal Court angeklagt. 
Vor dem Circuit Court werden auch Berufungen gegen Entscheidungen des District Court in den zivil- und strafrechtlichen Angelegenheiten abschließend entschieden.
Erstinstanzliche Entscheidungen des Circuit Court können mit der Berufung in Zivilsachen zum High Court und in Strafsachen zum Court of Appeal angefochten werden.

## Circuits
Der Circuit Court ist ein Gericht, teilt sich aber in unterschiedliche Circuits auf, die sich an den Grenzen der Countys orientieren. 
| Circuit               | County                 |
| --------------------- | ---------------------- |
| Dublin Circuit        | Dublin City            |
| Dublin Circuit        | Dún Laoghaire-Rathdown |
| Dublin Circuit        | Fingal                 |
| Dublin Circuit        | South Dublin           |
| Cork Circuit          | Cork City              |
| Cork Circuit          | Cork                   |
| Northern Circuit      | Leitrim                |
| Northern Circuit      | Donegal                |
| Northern Circuit      | Cavan                  |
| Northern Circuit      | Monaghan               |
| Midland Circuit       | Laois                  |
| Midland Circuit       | Roscommon              |
| Midland Circuit       | Longford               |
| Midland Circuit       | Sligo                  |
| Midland Circuit       | Offaly                 |
| Midland Circuit       | Westmeath              |
| Eastern Circuit       | Louth                  |
| Eastern Circuit       | Meath                  |
| Eastern Circuit       | Wicklow                |
| Eastern Circuit       | Kildare                |
| South Western Circuit | Limerick               |
| South Western Circuit | Kerry                  |
| South Western Circuit | Clare                  |
| South Eastern Circuit | Carlow                 |
| South Eastern Circuit | Tipperary              |
| South Eastern Circuit | Kilkenny               |
| South Eastern Circuit | Waterford              |
| South Eastern Circuit | Wexford                |
| Western Circuit       | Galway City            |
| Western Circuit       | Galway                 |
| Western Circuit       | Mayo                   |

## Präsidenten
Die Präsidentin oder der Präsident des Circuit Courts ist gleichzeitig ex officio Richter am High Court. Seit 2019 ist Patricia Ryan Präsidentin des Circuit Court. 